# Hermann Schloffer

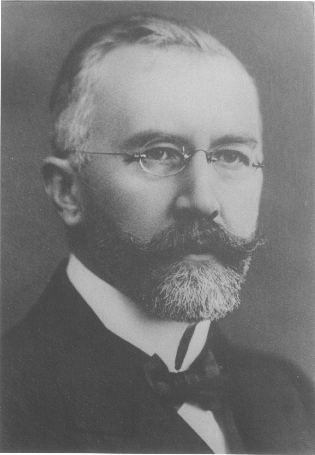
Hermann Schloffer

Hermann Alexander Schloffer (* 18. Mai 1868 in Graz; † 21. Januar 1937 in Prag) war ein österreichischer Chirurg und Hochschullehrer in Innsbruck und Prag.

## Leben und Wirken
Hermann Schloffer wurde geboren als ältester Sohn des Politikers und Grazer Advokaten Alois Schloffer (1833–1911) und Wilhelmine „Minna“ Schloffer, geborene Lenk (* 29. Januar 1845; † 28. Mai 1883). Er war der Bruder von Arnold Schloffer (* 9. November 1870; † 12. April 1931) und Frieda Gross (* 12. Mai 1876 in Graz; † 12. Dezember 1950 in Bosco-Gurin), geborene Schloffer, der Ehefrau des österreichischen Psychoanalytikers Otto Gross.
Ab Herbst 1878 besuchte Hermann Schloffer in Graz das I. k.k. Staatsgymnasium, das er im Juli 1886 mit der Matura abschloss. 1886 begann er mit dem Medizinstudium in Graz, das er – unterbrochen von drei Semestern an der Universität Freiburg – dort auch beendete und wo er im Juli 1892 promoviert wurde. Während seines Studiums wurde er 1887 Mitglied der Burschenschaft Arminia Graz und 1893 Mitglied der Burschenschaft Alemannia Freiburg.
Von 1903 bis 1911 war er Ordinarius für Chirurgie an der Universität Innsbruck, von 1911 bis 1918 an der deutschen k.k. Karl-Ferdinands-Universität Prag und von 1918 bis zu seinem Tod an der Deutschen Universität in Prag. Fritz Anton Suter war an der Chirurgischen Klinik über viele Jahre Assistent und später der Stellvertreter von Schloffer.
Schloffer führte 1906 als erster die transsphenoidale Resektion (Entfernung durch das Keilbein hindurch) eines Hypophysen-Tumors aus, bei der er unter anderem Nasenscheidewand und Nasenmuscheln entfernte. Nach der Operation entwickelte sich bei dem Patienten eine Liquor-Fistel. Als er zwei Monate später verstarb, zeigte sich bei der Obduktion, dass ein großer Teil des Tumors zurückgeblieben war.
1913 beschrieb Schloffer eine Orbitadach-Teilresektion zur Behandlung der Sehstörung beim Turmschädel. Nach Hermann Schloffer ist der Schloffer-Tumor benannt. Seine Grabstätte befindet sich auf dem Wolschaner Friedhof in Prag.

## Veröffentlichungen (Auswahl)
- Über die Grundlagen und Methoden der operativen Behandlung der Sehstörungen beim Turmschädel. In: Beiträge zur klinischen Chirurgie. Band 86, 1913, S. 265 ff.
- Zur Radikaloperation der Nabelbrüche. In: Deutsche Zeitschrift für Chirurgie. Band 200, 1927.